# Szkoła Muzyczna przy ul. Solnej w Poznaniu
Szkoła Muzyczna przy ul. Solnej 12 – zespół szkół muzycznych zlokalizowany w Poznaniu przy ul. Solnej 12. Na zespół składają się:
- Poznańska Ogólnokształcąca Szkoła Muzyczna I stopnia im. Henryka Wieniawskiego
- Poznańska Ogólnokształcąca Szkoła Muzyczna II stopnia im. Mieczysława Karłowicza, której początki sięgają roku 1950[1][2][3].

Szkoła zaprojektowana w stylu modernistycznym przez Witolda Milewskiego oraz Zygmunta Skupniewicza i zbudowana w latach 1965–1975. Obiekt zaplanowano na 650 uczniów; złożony jest z trzech budynków:
- internat (zbudowany jako pierwszy),
- obiekt dydaktyczny od strony dzisiejszej ulicy Hejmowskiego (ogólnokształcący),
- budynek muzyczny z salą koncertową na 414 miejsc i salą kameralną na 150 miejsc oraz ok. 70 pokoi i sal do nauki przedmiotów muzycznych[4].

Dwa ostatnie budynki dysponują wewnętrznymi dziedzińcami.
Sale koncertowe projektowano we współpracy z akustykiem Witoldem Straszewiczem (1919–1998). Elewacje w projekcie miały być pokryte klinkierem, a na wysuniętej ścianie budynku muzycznego umieszczona miała być witromozaika, czyli mozaika z drobnych płytek szklanych (słońce w kolorach tęczy). Kurtynę w auli budynku muzycznego zaprojektował prof. Zbigniew Bednarowicz, uczeń prof. Stanisława Szczepańskiego. Ani mozaiki, ani wykładzin klinkierowych nigdy nie zrealizowano, nie powstała też mała architektura.
W pobliżu znajdują się m.in.: Areszt Śledczy, Pomnik Adwokatów Czerwca ’56, gmach prokuratur i dawny hotel Polonez.